# Wir Bürger
Wir Bürger (von 2015 bis 2016 Allianz für Fortschritt und Aufbruch, Kurzbezeichnung ALFA und von 2016 bis 2023 Liberal-Konservative Reformer, Kurzbezeichnung LKR) ist eine deutsche Kleinpartei. Sie wurde 2015 von Bernd Lucke initiiert, nachdem dieser vom Amt des Bundessprechers der Partei Alternative für Deutschland (AfD) abgewählt worden war. Ein Teil seiner Anhänger trat daraufhin aus der AfD aus und gründete mit ihm die neue wirtschaftsliberale Partei.
Bei Landtagswahlen erhielt die Partei, soweit sie zu diesen zugelassen wurde, bis zu 1,0 Prozent der Stimmen. Bei der Europawahl 2019 erzielte sie 0,1 % der Stimmen in Deutschland. Bei der Bundestagswahl 2017 trat die Partei nicht an, 2021 entfielen 0,024 % der gültigen Zweitstimmen auf die LKR.
Durch Übertritte von ehemaligen AfD-Abgeordneten war die LKR von ihrer Gründung 2015 bis 2019 sowie von 2021 bis 2023 im Europäischen Parlament, von 2020 bis 2021 im Deutschen Bundestag sowie von 2015 bis 2022 in vier Landesparlamenten (Bremen, Niedersachsen, Schleswig-Holstein und Thüringen) vertreten.

## Inhaltliches Profil
In ihrer Satzung bekennen sich die Liberal-Konservativen Reformer zum freiheitlichen, demokratischen und sozialen Rechtsstaat sowie zu den im Grundgesetz verbrieften Grundrechten. Die Satzung formuliert die Ablehnung „ausländerfeindlicher, rassistischer, nationalistischer, antisemitischer, islamfeindlicher, islamistischer, homophober, rechts- oder linksradikaler Positionen sowie aller Parteien, Organisationen und Medien, welche solche Positionen vertreten oder ihnen Raum geben“.
Die Partei will sich „mit sachlichen und ideologiefreien Lösungskonzepten den Herausforderungen stellen, vor denen Deutschland und seine Bürger heute stehen“. Dabei will die Partei „den Anforderungen einer vielschichtigen, pluralistischen und hochdifferenzierten Gesellschaft Rechnung tragen“, in der es „für komplexe Probleme meist keine einfachen Lösungen“ gebe. Die LKR wendet sich „gegen eine Politik, die kurzfristig nur auf die nächsten Wahltermine schielt, statt langfristige Folgen abzuschätzen“, und die postuliere, „durch Schlagworte und Slogans verantwortliches und von vernünftigen Grundsätzen geleitetes Handeln ersetzen zu können.“

### Zuwanderungs- und Flüchtlingspolitik
Die Partei hat im September 2015 ein „Asylkonzept“ mit „atmender Obergrenze“ vorgelegt, das erstmals „ein Gesamtkonzept abgestimmter Maßnahmen“ sei. 

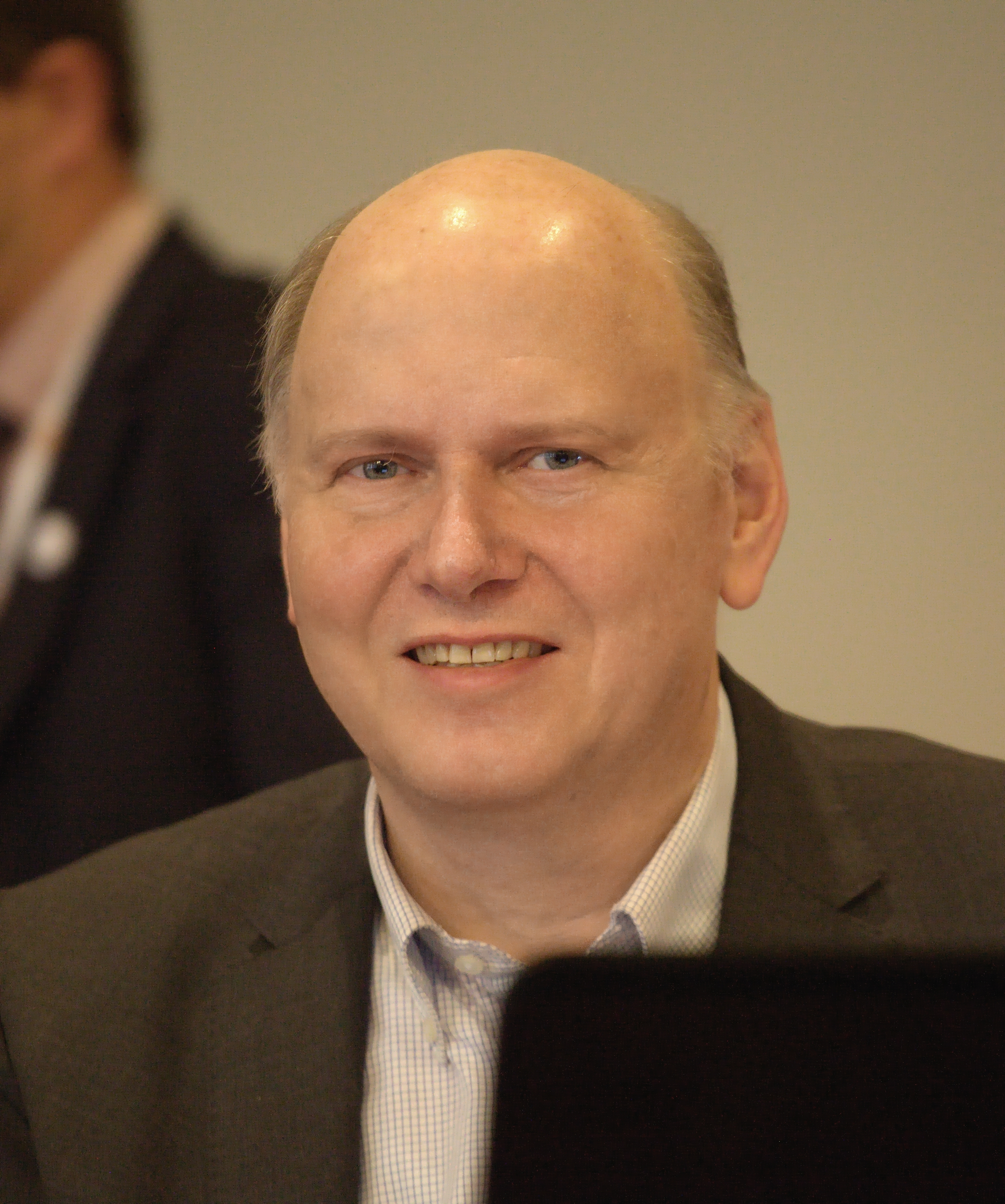
Der damalige Generalsekretär Jürgen Joost auf dem LKR-Bundesparteitag im März 2017

Anfang September 2015 forderte Bernd Lucke, die Zahl der „zu uns Kommenden“ müsse in Zukunft „auf etwa ein Drittel“ reduziert werden. Er forderte zudem die Einrichtung von „Schutzzonen für Flüchtlinge“ in deren Heimatregionen. Bernd Kölmel forderte eine Zurückweisung von Schleuserbooten durch Marineeinheiten, um weitere Todesfälle auf dem Mittelmeer zu vermeiden. Asylbewerber sollen ihre Anträge primär in deutschen Auslandsvertretungen oder Erstaufnahmezentren in Nordafrika stellen dürfen. Asylanträge in EU-Staaten sollten nur noch in klar definierten Ausnahmefällen möglich sein. Antragsteller ohne Papiere sollten abgelehnt werden.
Die Partei lehnt den Begriff der „Willkommenskultur“ ab und spricht sich stattdessen für eine „Hilfskultur“ aus. Deutschland dürfe nicht den Eindruck erwecken, als ob es auch diejenigen willkommen heiße, die aus ganz anderen Gründen als aus Not und Verfolgung nach Deutschland wollten. Die deutsche Entwicklungszusammenarbeit solle Patenschaften mit Entwicklungsländern übernehmen, um die Fluchtursachen zu bekämpfen.
In der Debatte um eine Begrenzung der Flüchtlingszahlen befürwortet die Partei ferner die Einführung kommunaler Obergrenzen. Die einzelnen Kommunen sollen demnach festlegen, wie viele Flüchtlinge sie aufnehmen können. Die Kosten für die Versorgung der Asylbewerber und Flüchtlinge solle allerdings der Bund übernehmen. Die Kosten, die mit den Flüchtlingen zusammenhingen, würden sich nach Meinung des nordrhein-westfälischen Landesvorsitzenden van Suntum nicht in wenigen Jahren rentieren. Van Suntum, Volkswirtschaftsprofessor an der Universität Münster, griff dabei eine diesbezügliche Studie des DIW an und unterstellte gröbste Mängel.
Mitte September 2015 sagte der damalige Parteivorsitzende Lucke in einem Interview zur Flüchtlingspolitik Viktor Orbáns, dass Ungarn sich einem großen Flüchtlingsdruck ausgesetzt sehe und deshalb entsprechend hart reagiere. In einem Interview mit Spiegel Online im Oktober 2015 sagte er, die EU-Außengrenzen müssten gesichert werden, notfalls auch durch Zäune und Marineeinheiten. Ungarn tue nur das, wozu es verpflichtet sei.
Die Zuwanderung soll durch ein modernes Zuwanderungsgesetz nach den Kriterien Bildung, Berufserfahrung, Sprachkenntnissen und dem Bedarf auf dem Arbeitsmarkt aktiv gesteuert werden. Die Partei spricht sich nur gegen unkontrollierte Einwanderung aus.

### Euro- und Europapolitik

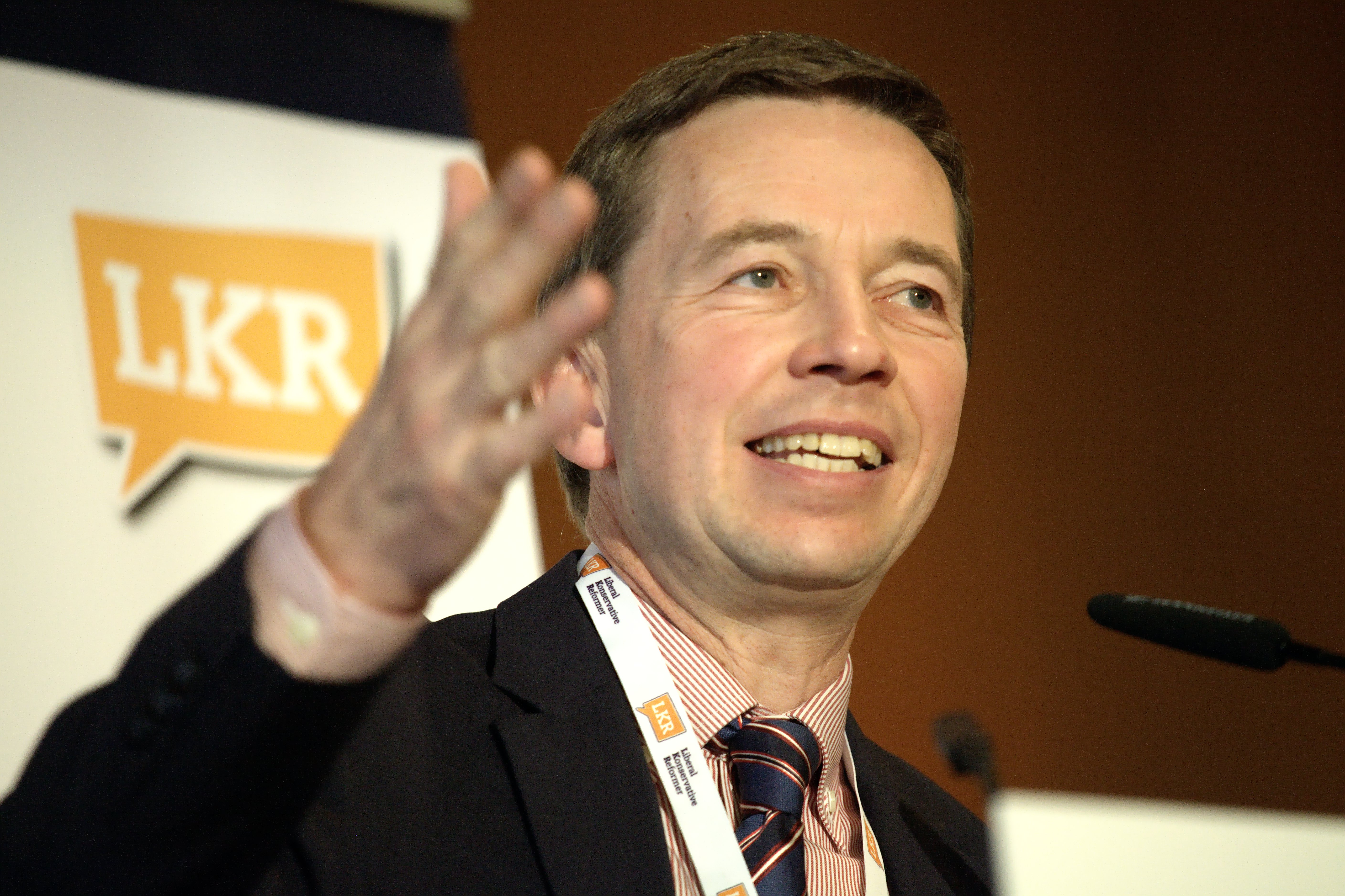
Bernd Lucke auf dem LKR-Bundesparteitag im März 2017

Die Liberal-Konservativen Reformer kritisieren im Wesentlichen die Europapolitik der deutschen Bundesregierung sowie die Politik der Europäischen Kommission. Man stehe laut ihrem Grundsatzprogramm für ein Europa souveräner Staaten. Dabei setzt die Partei auf Subsidiarität und Wettbewerb der einzelnen Mitgliedsländer, die für ihre Schulden und Bankenrisiken selbst haften sollen, weshalb man die Krisenhilfen ablehnt. Die Partei befürwortet einen geordneten Grexit, um deutsche Steuerzahler vor höheren Haftungsrisiken zu schützen. Dabei solle aber ein Schuldenschnitt für Griechenland gewährt werden. Sollte ein Grexit verhindert werden, dürfe man auch über einen Austritt Deutschlands aus dem Euro nachdenken, der im Verbund mit anderen wirtschaftlich starken Staaten Nord- und Mitteleuropas vollzogen würde. Die Partei begründet dies damit, dass eine Währung den unterschiedlichen ökonomischen und fiskalischen Kulturen der jeweiligen Länder entsprechen müsse. Wäre dies nicht möglich, plädiert die Partei für eine Rückkehr zu den nationalen Währungen.
Weiterhin kritisiert die Partei die Politik der EZB und stuft diese als rechtswidrig ein. Die EZB solle sich nur für die Preisstabilität in der Eurozone einsetzen. Außerdem lehnt sie die Pläne der Europäischen Kommission zu einer europaweiten Einlagensicherung ab. Die ehemaligen Europaparlamentarier der LKR Bernd Lucke und Joachim Starbatty bezeichneten diese Pläne als Enteignung der Sparer in Deutschland.
Die Liberal-Konservativen Reformer befürworten den Freihandel im Allgemeinen und vorbehaltlich möglicher Änderungen das Transatlantische Freihandelsabkommen (TTIP). Bernd Lucke wirft den TTIP-Gegnern vor, dass viele ihrer Behauptungen über TTIP nachweislich falsch seien.

## Organisation

### Parteivorsitzende
- Bernd Lucke (Juli 2015 bis 4. Juni 2016)
- Ulrike Trebesius (4. Juni bis 12. November 2016)
- Christian Kott (12. November 2016 bis 8. August 2017)
- Bernd Kölmel (17. September 2017 bis 25. September 2018)
- Peter Reich (kommissarisch; 26. September 2018 bis 15. Oktober 2018)
- Stephanie Tsomakaeva (kommissarisch; 16. Oktober 2018 bis 10. November 2018)
- Bernd Lucke (10. November 2018 bis 28. September 2019)
- Jürgen Joost (seit 28. September 2019)[17]

### Landesverbände
Die Partei gründete 16 Landesverbände:
|  | Landesverband          | Gründung           | Vorsitzende/r                                                  |
|  | ---------------------- | ------------------ | -------------------------------------------------------------- |
|  | Baden-Württemberg      | 23. August 2015    | Günter Waldraff                                                |
|  | Bayern                 | 18. Oktober 2015   | N. N.                                                          |
|  | Berlin                 | 3. Oktober 2015    | Christian Schmidt                                              |
|  | Brandenburg            | 5. Dezember 2015   | N. N.                                                          |
|  | Bremen                 | 20. September 2015 | N. N.                                                          |
|  | Hamburg                | 16. Januar 2016    | N. N.                                                          |
|  | Hessen                 | 7. November 2015   | Lucien Peter                                                   |
|  | Mecklenburg-Vorpommern | 20. September 2015 | N. N.                                                          |
|  | Niedersachsen          | 26. September 2015 | N. N. nach Rücktritt des Landesvorstandes am 18. Dezember 2021 |
|  | Nordrhein-Westfalen    | 4. Oktober 2015    | Andrea Konorza                                                 |
|  | Rheinland-Pfalz        | 5. September 2015  | Andreas Hofmeister                                             |
|  | Saarland               | 29. November 2015  | N. N.                                                          |
|  | Sachsen                | Stand Januar 2021  | N. N.                                                          |
|  | Sachsen-Anhalt         | 1. November 2015   | N. N.                                                          |
|  | Schleswig-Holstein     | 10. Oktober 2015   | Uwe Christiansen                                               |
|  | Thüringen              | 2. April 2016      | N. N.                                                          |

### Jugendorganisation
Die offizielle Jugendorganisation der Liberal-Konservativen Reformer waren die Jungen Reformer (Kurzform jure). Sie wurde im Sommer 2015 gegründet und war seit der Gründung der Mutterpartei deren Jugendorganisation. Außer dem Bundesverband gab es Landesverbände in Nordrhein-Westfalen und Baden-Württemberg. Die Mitgliederstärke belief sich auf mehrere hundert Mitglieder. Sie unterstützte die Mutterpartei ideell und personell im Wahlkampf und beim Aufstellen von Wahlkandidaten. Auf Europaebene war sie bei den European Young Conservatives aktiv und stellte dort zeitweise einen Vizevorsitzenden. Die Jugendorganisation löste sich im Jahr 2017 auf.
Im November 2020 wurde die Liberal-Konservative Jugend (LKJ) als neue Jugendorganisation der LKR gegründet, die inzwischen auch aufgelöst wurde.

### Unterorganisationen
Am 14. November 2015 gründete sich das Allianz für Fortschritt und Aufbruch Mittelstandsnetzwerk (AMN) in Kassel. Als erster Bundessprecher wurde der Internetunternehmer Sven Oliver Rüsche aus Gummersbach gewählt. Das AMN bekannte sich zur sozialen Marktwirtschaft nach Ludwig Erhard.

### Mitglieder
Die Satzung ermöglicht es dem Bundesvorstand, nach eigenem Ermessen für Neumitglieder eine einjährige „Gastmitgliedschaft“ ohne Stimmrecht auf Parteitagen vorzusehen. Der Bundesvorstand führt eine Liste von Parteien, deren ehemalige Mitglieder nicht Mitglied der Partei werden dürfen. Die Anwärter auf Mitgliedschaft müssen sich zur Westbindung Deutschlands bekennen und dürfen nicht in einer extremistischen Partei gewesen sein. Des Weiteren werden Personen, welche noch im Dezember 2015 Parteimitglied bei der AfD waren, regulär nicht mehr aufgenommen. Mitglieder können ausgeschlossen werden, wenn sie „erheblich“ den Grundsätzen der Partei widersprechen. Dies bezieht sich auch auf Äußerungen, die vor Parteieintritt gefallen sind. So lehne sie ausdrücklich Positionen „ausländerfeindlicher, rassistischer, nationalistischer, antisemitischer, islamfeindlicher, islamistischer, homophober, rechts- oder linksradikaler“ Natur innerhalb und außerhalb der Partei ab.

## Geschichte

### Weckruf 2015 und Essener AfD-Parteitag
Im Rahmen des Macht- und Flügelkampfes in der Alternative für Deutschland (AfD) wurde im Mai 2015 der Verein Weckruf 2015 nach eigenen Angaben als Reaktion auf die „Erfurter Resolution“ gegründet. Laut Satzung bezweckte dieser nicht eingetragene Verein, als dessen Vorsitzende Ulrike Trebesius auftrat, die AfD als Partei zu erhalten, die „sachlich und konstruktiv sowohl konservative, als auch liberale und soziale Wertvorstellungen“ vertritt. Nach Ansicht der Mitbewerberin Luckes um die Position des ersten Sprechers, Frauke Petry, war der „Weckruf-Parteiverein“ dagegen „der Versuch einer Minderheit, die innerparteiliche Demokratie zu zerstören.“ Bis Juni 2015 traten dem Verein laut eigener Angaben ungefähr 4.000 der damals knapp 20.000 Mitglieder der AfD bei.
Bei den Vorstandswahlen auf einem außerordentlichen Bundesparteitag in Essen Anfang Juli 2015 setzte sich der nach Einschätzung des Politikwissenschaftlers Oskar Niedermayer „rechtskonservative Flügel“ um Petry gegen die Anhänger Luckes durch, als er Petry bei der Wahl zum Vorsitzenden unterlag. In einer Umfrage unter dem Namen Neustart 2015 sprachen sich knapp 71 Prozent der abstimmenden Weckruf-Mitglieder für die Gründung einer neuen Partei aus.

### Parteigründung 2015

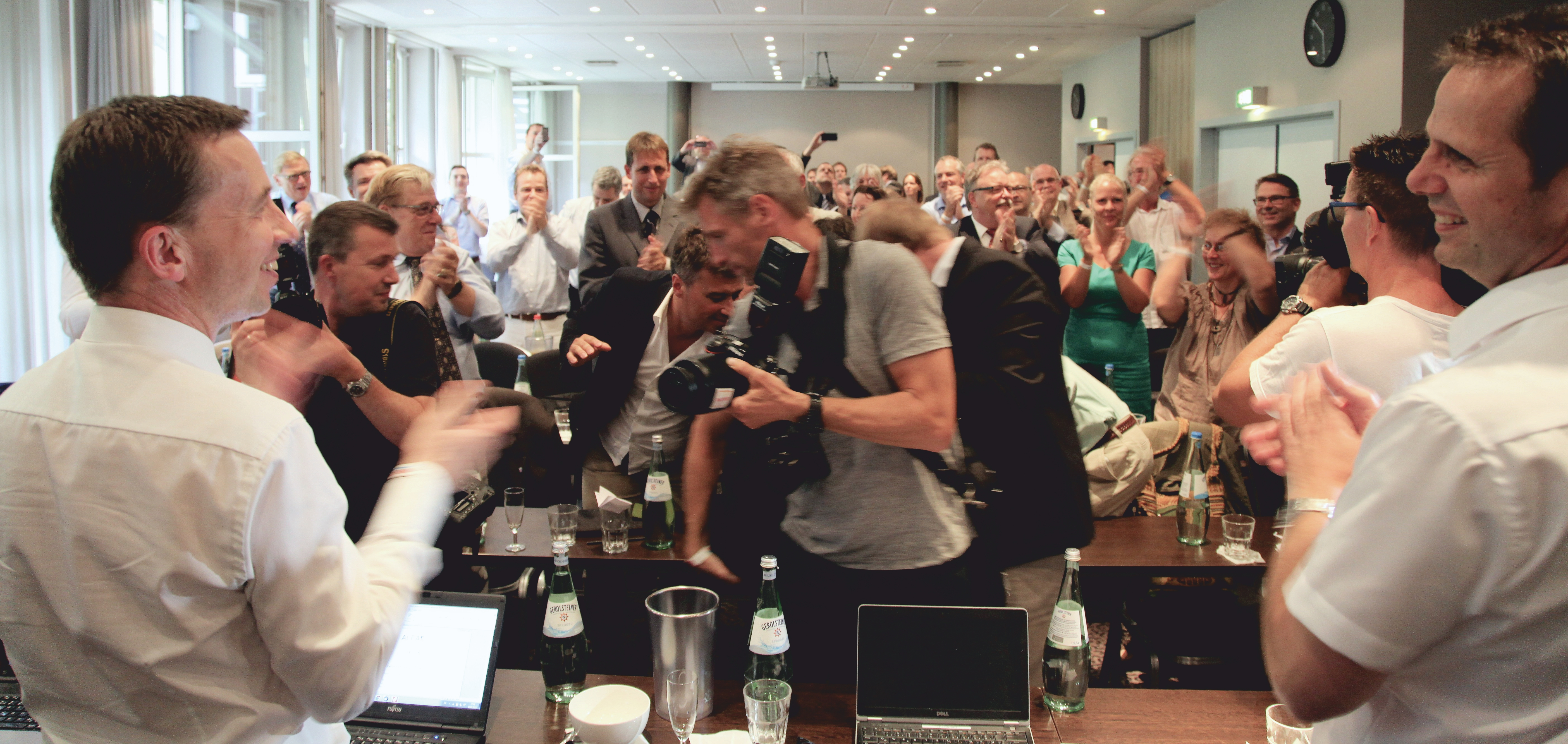
Pressekonferenz zur Parteigründung in Kassel am 19. Juli 2015 (ganz links Bernd Lucke, ganz rechts Bernd Kölmel)

Die Allianz für Fortschritt und Aufbruch wurde am 19. Juli 2015 während einer nichtöffentlichen Versammlung von ungefähr siebzig Mitgliedern, von denen viele frühere AfD-Mitglieder waren, in Kassel gegründet. Die Gründungsversammlung verabschiedete eine Satzung und ein Grundsatzprogramm und wählte Bernd Lucke zum Parteivorsitzenden. Als stellvertretende Vorsitzende wurden Bernd Kölmel, Gunther Nickel und Reiner Rohlje gewählt. Zudem wurden Ulrike Trebesius als Generalsekretärin und André Yorulmaz als stellvertretender Generalsekretär gewählt.
Mit Bernd Lucke, Hans-Olaf Henkel, Bernd Kölmel, Ulrike Trebesius und Joachim Starbatty traten fünf der ursprünglich sieben EU-Abgeordneten der AfD der Allianz für Fortschritt und Aufbruch bei. Auch drei der vier AfD-Mitglieder der Bremischen Bürgerschaft – ein fünfter Sitz wurde der AfD erst im Dezember 2015 durch das Wahlprüfungsgericht zugesprochen – wechselten in die neue Partei: Christian Schäfer, Piet Leidreiter und Klaus Remkes. Zudem trat der Thüringer Landtagsabgeordnete Siegfried Gentele der Partei vorübergehend bei. In Bayern traten große Teile des AfD-Landesvorstandes zur Allianz für Fortschritt und Aufbruch über.
Im Oktober 2015 bestätigte die Partei, dass die Lebensrechtsbewegung Aktion Lebensrecht für Alle Klage vor dem Landgericht Augsburg gegen die Verwendung der Kurzbezeichnung ALFA eingelegt habe; beide hätten zudem laut Medien das Markenrecht beantragt, der Verein dabei etwa sechs Wochen eher.
Im Mai 2016 entschied das Landgericht, dass die Partei die Kurzbezeichnung ALFA nicht weiter verwenden dürfe, da hierbei eine Verwechslungsgefahr mit dem Verband Aktion Lebensrecht für Alle bestehe.
Der erste ordentliche Bundesparteitag fand am 27. Februar 2016 in Ludwigshafen statt.

### Erste Wahlen 2016
Bei der Sammlung von Unterstützerunterschriften für die Landtagswahlen in Baden-Württemberg, in Rheinland-Pfalz und in Sachsen-Anhalt gab es laut Behördenangaben einen Verstoß der Partei gegen das Wahlrecht: Die Partei hatte im Internet mit einem Gewinnspiel für das Unterzeichnen von Unterstützerformularen für die Wahlen am 13. März 2016 geworben. Laut dem stellvertretenden Bundesvorsitzenden Bernd Kölmel habe es sich um eine Idee der „IT-Abteilung“ der Partei gehandelt, die ohne juristische Prüfung umgesetzt worden sei. Die betroffenen Unterschriften würden aussortiert. In Baden-Württemberg sei nur eine einzige Unterschrift davon betroffen. In allen drei Bundesländern wurden die Landeslisten letztendlich durch die jeweiligen Landeswahlausschüsse zur Wahl zugelassen.
Bei den drei Landtagswahlen erzielte die Partei 1,0 Prozent in Baden-Württemberg, 0,9 Prozent in Sachsen-Anhalt und 0,6 Prozent in Rheinland-Pfalz. Aufgrund des Ergebnisses in Baden-Württemberg erhielt sie in der Folge Mittel aus der staatlichen Parteienfinanzierung. In einem Medienbericht wurde der Partei vorgeworfen, nur mit Hilfe von in der Satzung nicht vorgesehenen „Schnuppermitgliedern“ die flächendeckende Teilnahme an der Landtagswahl und damit die Teilnahme an der staatlichen Parteienfinanzierung erreicht zu haben, wodurch ihr bis 2021 mindestens eine Million Euro Steuergelder zustünden, mit denen die Partei den Wahlkampf für die Bundestagswahl 2017 finanzieren wollte.
Bei der Landtagswahl in Mecklenburg-Vorpommern erzielte die Partei 0,3 Prozent der Zweitstimmen, bei den Wahlen zum Berliner Abgeordnetenhaus konnte sie 0,4 Prozent der Zweitstimmen auf sich vereinen.
Bei den hessischen Kommunalwahlen im März 2016 trat die Partei nur in zwei Kreisen und in den kreisfreien Städten Frankfurt und Wiesbaden an. Dort, wo sie zur Wahl stand, erzielte sie Ergebnisse zwischen 0,4 und 0,9 Prozent, landesweit ergab sich damit 0,1 Prozent. In Frankfurt und Wiesbaden wurde jeweils ein Stadtrat der Partei gewählt. Bei der niedersächsischen Kommunalwahl im September des gleichen Jahres gelang ihr mit jeweils einem fraktionslosen Abgeordneten erstmals der Einzug in zwei Kreistage. Zudem erreichte die Partei weitere Mandate in Gemeinden. Bei den Wahlen zu den Berliner Bezirksverordnetenversammlungen erreichte die Partei wiederum nur landesweit 0,1 Prozent der abgegebenen Stimmen und konnte damit in keinem Bezirk ein Mandat erreichen.
Im Münchner Stadtrat traten die beiden 2014 für die AfD gewählten Abgeordneten im September 2015 zur (damaligen) ALFA über. 2019 wechselte einer der beiden Stadträte zur Bayernpartei weiter, zur Wahl 2020 traten die LKR nicht an.

### Namensänderung und Verlust der letzten Mandate 2017 bis 2019
Nach dem verlorenen Namensstreit um die Abkürzung ALFA gegen die Aktion Lebensrecht für Alle wurde die Allianz für Fortschritt und Aufbruch im November 2016 in „Liberal-Konservative Reformer“ umbenannt. Die Namensänderung sowie die neue Corporate Identity wurde offiziell auf dem Bundesdelegiertenparteitag am 11. März 2017 in Siegen beschlossen und damit vollständig umgesetzt.

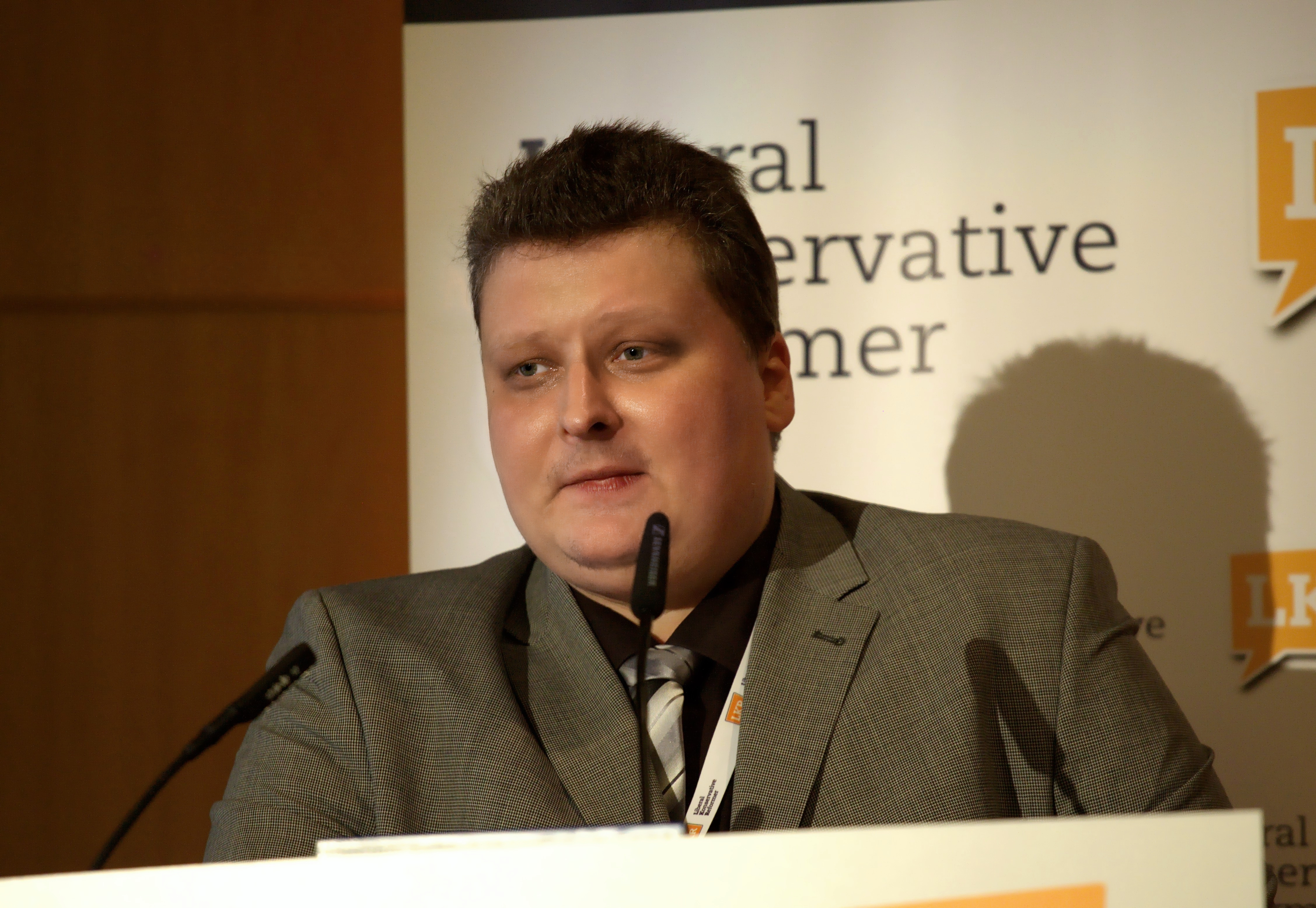
Der Vorsitzende des Vereins Zukunft Deutschland, Sascha Flegel, bei einer Rede auf dem Bundesparteitag der LKR in Siegen am 11. März 2017

Die Partei gab Anfang März 2017 bekannt, künftig mit der Konservativen Sammlung zusammenzuarbeiten. Die Konservative Sammlung war im Dezember 2016 von ehemaligen CDU- und FDP-Mitgliedern gegründet worden, unter anderem von dem ehemaligen CDU-Kommunalpolitiker Sascha Flegel aus dem Heidekreis. Ein neuer Verein mit dem Namen Zukunft Deutschland unter Vorsitz von Flegel wurde gegründet. Es wurde vereinbart, dass die Mitglieder bei der Programmarbeit mitwirken können; ferner können Partei und Konservative Sammlung gegenseitig Vertreter mit beratender Stimme in die jeweiligen Vorstände entsenden. Ebenso wurden die Landeslisten für Vereinsmitglieder geöffnet.
Bei den Landtagswahlen im Saarland und in Schleswig-Holstein erreichte die Partei jeweils 0,2 Prozent der Stimmen. Nachdem die LKR-Landesliste für die Landtagswahl in Nordrhein-Westfalen nicht zugelassen worden war, trat nur ein Direktkandidat ohne offizielle Parteiunterstützung im Wahlkreis Rhein-Sieg-Kreis IV an, der 91 Stimmen auf sich vereinigen konnte. Bei der Landtagswahl in Niedersachsen erhielten die LKR 0,02 % der Zweitstimmen.
Der Bundesparteitag wählte Bernd Lucke im Juni 2016 zum Spitzenkandidaten der Partei für die Bundestagswahl 2017. Ein Jahr später entschied der Bundesparteitag jedoch, nicht an der Wahl teilzunehmen. Die Partei wolle stattdessen versuchen, in der Öffentlichkeit bekannter zu werden und ihr Profil zu schärfen.
Bei der Landtagswahl in Bayern am 14. Oktober 2018 erhielt die Partei LKR, die nur in den Wahlkreisen Oberbayern und Schwaben kandidierte, weil sie nur dort die erforderlichen Unterstützerunterschriften sammeln konnte, 364 Erststimmen und 1.749 Zweitstimmen, umgerechnet auf Bayern waren das 0,02 % der Gesamtstimmen. In Hessen entfielen 0,05 % (1.337 Stimmen) auf die LKR.
Zur Europawahl 2019 wurde Bernd Lucke, der sich in einer Stichwahl gegen Hans-Olaf Henkel durchsetzte, am 15. September 2018 zum Spitzenkandidaten gekürt. Daraufhin traten am 25. September 2018 der amtierende Bundesvorsitzende sowie Europaabgeordnete Bernd Kölmel und die Europaabgeordneten Hans-Olaf Henkel, Ulrike Trebesius und Joachim Starbatty aus. Am 10. November 2018 beschloss der außerordentliche Parteitag, mit dem Namen LKR – Bernd Lucke und die Liberal-Konservativen Reformer anzutreten. Die LKR erzielten dabei 0,1 Prozent der abgegebenen Stimmen, wodurch Bernd Lucke als letzter verbliebener Abgeordneter der Partei aus dem Europaparlament ausschied.
An den 2019 stattgefundenen Landtagswahlen (Bremen, Brandenburg, Sachsen, Thüringen) sowie an der Bürgerschaftswahl in Hamburg Anfang 2020 nahmen die LKR nicht teil.

### Beitritt von Abgeordneten ab 2020
Im September bzw. November 2020 traten die Bundestagsabgeordneten Uwe Kamann und Mario Mieruch den LKR bei. Beide waren 2017 für die AfD gewählt worden. Damit war die Partei mit zwei Abgeordneten im Bundestag vertreten. Mieruch war zeitweise Generalsekretär der LKR. Kamann verließ die LKR im Februar 2021 und kündigte seinen Rückzug aus der Politik an, Mieruch verließ die Partei im Dezember 2021. Beide schieden nach der Bundestagswahl 2021 aus dem Parlament aus.
Im November 2020 trat der niedersächsische Landtagsabgeordnete Jens Ahrends (ehemals AfD) den LKR bei. Im Januar 2021 kamen drei weitere Mitglieder von Landesparlamenten hinzu, die alle zuvor der AfD angehört hatten: Dana Guth aus Niedersachsen, Frank Brodehl aus Schleswig-Holstein und Peter Beck aus Bremen. Damit erreichte die LKR einen Höchststand von vier Landtagsabgeordneten, bis Beck im Oktober 2021 zur Wählervereinigung Bürger in Wut wechselte. Im Dezember 2021 verließen auch Dana Guth und Jens Ahrends die Partei, Frank Brodehl schied 2022 aus dem Landtag aus.
Im Juli 2021 trat der Europa-Abgeordnete Lars Patrick Berg (zuvor AfD) der LKR bei, die somit auch im Europäischen Parlament mit einem Mandatsträger vertreten war.

### Wahljahr 2021
Zur Landtagswahl in Rheinland-Pfalz im März 2021 wurde die Liste der LKR nicht zugelassen, da die Partei nicht genügend Unterstützungsunterschriften vorlegen konnte; eine Klage, den Schwellwert coronabedingt zu senken, scheiterte. In Baden-Württemberg, wo die LKR fünf Jahre zuvor noch mehr als 1 Prozent geholt hatten, traten sie nicht wieder an. Bei der Landtagswahl in Sachsen-Anhalt im Juni 2021 erreichten sie 475 Zweitstimmen.
Zur Bundestagswahl am 26. September 2021 trat die LKR in 9 von 16 Bundesländern mit Landeslisten und Direktkandidaten an; in Sachsen und Thüringen nur mit einzelnen Direktkandidaten. Auch bei der am selben Tag stattfindenden Wahl zum Berliner Abgeordnetenhaus trat die LKR mit Landesliste und Direktkandidaten an. In Berlin erreichte sie 0,1 % der Zweitstimmen, bei der Bundestagswahl und in Mecklenburg-Vorpommern jeweils 0,02 %.

### Austrittswelle ab 2021
Nach dem Wahldebakel und der von vielen Mitgliedern als rechtswidrig empfundenen Absage des Bundesparteitages zur Neuwahl des Vorstandes, der turnusgemäß im Herbst 2021 hätte stattfinden müssen, erklärten viele Mitglieder im Dezember 2021 ihren Austritt aus der Partei, darunter der gesamte Vorstand des Landesverbandes Niedersachsen, die niedersächsische Landtagsabgeordnete Dana Guth, der ehemalige Bundesvorsitzende Christian Kott sowie der frühere Bundestagsabgeordnete Mario Mieruch.
Nachdem mit Frank Brodehl bei der schleswig-holsteinischen Landtagswahl 2022 der letzte Landtagsabgeordnete der LKR sein Mandat verlor und dieser auch aus der LKR austrat, war die Partei zunächst nur noch mit dem Europaabgeordneten Lars Patrick Berg in einem Parlament vertreten. Auch Berg trat schließlich im Januar 2023 aus der Partei aus und wechselte zu Bündnis Deutschland.
Die Austrittswelle verursachte auch den kuriosen Umstand, dass die LKR bei der Nachwahl zum Berliner Abgeordnetenhaus und den Bezirksverordnetenversammlungen am 12. Februar 2023 mit einer Landesliste und einzelnen Direktkandidaten formal antraten, jedoch alle gelisteten Personen nicht mehr Parteimitglieder oder durch Wegzug unwählbar waren.

### Erneute Umbenennung 2023
Im Juni 2023 beschloss die Partei, in Zukunft unter dem Namen Wir Bürger anzutreten. Sie wolle sich damit „nicht über irgendwelche Nischen zwischen irgendwelchen Parteien“ definieren, sondern den „Schulterschluss mit allen Bürgern“ vollziehen, die mit der Politik anderer Parteien unzufrieden seien.

### Nicht vollzogene Fusion mit Bündnis Deutschland
Am 6. April 2024 unterzeichneten die Parteivorstände von Wir Bürger und der Partei Bündnis Deutschland eine Absichtserklärung zur Fusion der beiden Parteien. Da die geplante Kandidatur von Wir Bürger zu Europawahl 2024 nicht zustande kam, empfahl der Parteivorstand den Mitgliedern die Unterstützung von Bündnis Deutschland. Im September 2024 nahm der Parteivorstand von Wir Bürger jedoch Abstand von einer Fusion mit Bündnis Deutschland, nachdem Markus Krall BD beigetreten war.